# فرقة المشاة 33 (الفيرماخت)
فرقة المشاة 33 (بالألمانية: 33. Infanterie-Division)‏ فرقة مشاة تابعة للجيش الألماني نشطت في الحرب العالمية الثانية. خدمت في معركة فرنسا وتم تحويلها لاحقًا إلى فرقة بانزر الخامسة عشر.

## التاريخ
تم تشكيل فرقة المشاة 33 في عام 1936، كجزء من توسع الفيرماخت إلى 36 فرقة. تم تعبئتها في عام 1939، لكنها ظلت في موقف دفاعي في الغرب ولم تشارك في غزو بولندا.
في مايو 1940، تم إرفاق الفرقة بـ Panzer Group Kleist، وتبعها كاحتياطي وراء التقدم إلى البلدان المنخفضة، عبر لوكسمبورغ وباستون. مسيرة إلى فرنسا، وصلت إلى جبهة المعركة بالقرب من سانت كوينتين، واتخذت مواقع دفاعية على طول السوم في بيرون  قامت ببناء رأس جسر عبر النهر، والذي استخدمته الفرق المدرعة من فيلق الجيش السادس عشر الميكانيكي في إعادة إطلاق الهجوم الألماني في 6 يونيو 1940. مهاجمة جنبا إلى جنب مع بانزر كسر الفرقة عبر خط ويغان، وتقدمت إلى الجنوب.

## القادة
- الجنرال دير إنفانتري يوجين ريتر فون شوبيرت (1 أبريل 1936 - 4 فبراير 1938)
- جينيرال لوتنانت هيرمان ريتر فون سبيك (1 مارس 1938 - 29 أبريل 1940)
- جينيرال لوتنانت رودولف سينتزينيش (29 أبريل 1940 - 5 أكتوبر 1940)
- جنرال مايجور فريدريش كون (5 أكتوبر 1940 - 11 نوفمبر 1940) [2]